# Eeuwig Edict (1611)
Het Eeuwig Edict van 1611 is een wet die op 12 juli 1611 uitgevaardigd werd door de aartshertogen Albrecht en Isabella. Het is een van de bekendste en meest geciteerde wetten uit het ancien régime en was de eerste aanzet tot een algemeen wetboek in de Zuidelijke Nederlanden. De opstelling van de wettekst zelf was het werk van de Geheime Raad.
In 1595 werd er aangevangen met de voorbereidingen van het algemeen wetboek. Uiteindelijk kwam er na 16 jaar een wet met 47 artikelen tot stand. De artikelen van deze wet hadden betrekking op rechterlijke aspecten zoals het gewoonterecht, het strafrecht, het burgerlijk recht en ten slotte de rechterlijke organisatie.
Met dit "Eeuwig Edict op de justitie" legden de aartshertogen aldus een hervormingspakket op aan de talloze rechtbanken in de Zuidelijke Nederlanden. Het bracht de overgang van een versnipperd gewoonterecht naar een geschreven en eengemaakt recht in een stroomversnelling.
Tevens vormde het edict de basis voor de registratie (door de Kerk) van geboorten, huwelijken en overlijden van personen. Het kan gezien worden als de voorloper van de burgerlijke stand zoals die bijna tweehonderd jaar later werd ingevoerd.